# John Peter Zenger
John Peter Zenger (1697-1746) était un imprimeur, éditeur et journaliste new-yorkais du XVIIIe siècle.
Un tribunal lui a rendu un acquittement lors d’un procès en diffamation intenté par le gouverneur  de la Colonie de New York William Cosby en 1734, ce qui en a fait un acteur important du développement de la liberté de la presse en Amérique du Nord. 

## Biographie
Zenger avait émigré à New York en provenance de la région allemande du Palatinat. Son journal, le New York Weekly Journal,  a été financé par une des factions politiques d'opposition à New York, probablement celle de James Alexandre et William Smith, qui s’en servaient pour critiquer le gouverneur de la colonie.
Zenger était devenu une cible commode à faire taire afin d'essayer de mettre fin la critique. Mais le 5 août 1735, les douze jurés de New York ont rendu un verdict « de non coupable », sans même délibérer, jugement dont l’annonce fut suivie de trois salves successives d’applaudissements. 
Le jour suivant, Zenger fut mis en liberté, après 35 semaines de captivité. L’échec des poursuites pour attaques « venimeuses, calomnieuses et séditieuses » contre le gouvernement britannique, fut un élément déterminant de l'affirmation dans la colonie d'un principe essentiel de la liberté de la presse : le droit de critiquer les autorités gouvernementales.
Plusieurs membres des corporations de la ville remercièrent l’avocat qui avait assuré sa défense, Andrew Hamilton, de Philadelphie, en lui offrant une tabatière d'or de 5 1/2 onces, qui a été présentée à Hamilton comme marque durable de leur gratitude. Une devise latine inscrite sur la boîte indique en anglais « pas par l'argent, mais par le caractère ».
John Peter Zenger mourut onze ans plus tard mais son journal sera repris par son fils Pierre Zenger. Plus tard, le gouverneur Morris (1752–1816), représentant au congrès de la Pennsylvanie, appellera ce procès « l’aube de la révolution américaine ». Il est enterré à Trinity Church.